# Przewodowo-Parcele
Przewodowo-Parcele – wieś w Polsce, położona w województwie mazowieckim, w powiecie pułtuskim, w gminie Gzy. Ma status sołectwa.
1975-1998 – miejscowość administracyjnie należała do województwa ciechanowskiego.